# Robert Popwell
Robert Lee « Pops » Popwell (29 décembre 1950 - 27 novembre 2017) est un bassiste et percussionniste américain de jazz-funk.

## Carrière
Connu sous le surnom de « Pops », il a joué avec The Young Rascals, The Crusaders et la Macon Rhythm Section  ,,,. Les Young Rascals ont été intronisés au Rock and Roll Hall of Fame le 6 mai 1997. Ils ont été intronisés au Vocal Group Hall of Fame en 2005 . Il a joué sur des albums d'Aretha Franklin, George Benson, Ron Wood, Al Jarreau, Bobby Womack, Terry Bradds, Larry Carlton, Joe Sample, Smokey Robinson, Bette Midler, Gregg Allman, Bob Dylan, BB King, Les Dudek et Randy Crawford, entre autres ,. Il a notamment joué des percussions sur Rock Steady d'Aretha Franklin. 
Il a également tourné avec Bette Midler et Olivia Newton-John. Popwell est apparu dans le film Hard to Hold avec Rick Springfield . Présenté dans la vidéo de concert en direct Olivia Newton-John de 1982. Il est également co-auteur de Boy Meets World avec la star du Rap Erick Sermon . Il a par ailleurs écrit Feelin Funky sur l'album The Crusaders Those Southern Knights. 
Robert Popwell est décédé à Lebanon, dans le Tennessee, à l'âge de 66 ans. Il a laissé une femme et trois enfants,.

## Discographie
- 1969 : I'm a Loser - Doris Duke
- 1970 : Johnny Jenkins - Johnny Jenkins
- 1970 : Livingston Taylor - Livingston Taylor
- 1972 : The Island Of Real − The Rascals
- 1972 : Young, Gifted and Black - Aretha Franklin
- 1972 : Amazing Grace - Aretha Franklin
- 1974 : Southern Comfort - The Crusaders
- 1976 : Those Southern Knights - The Crusaders
- 1977 : Free As the Wind - The Crusaders
- 1978 : Images - The Crusaders
- 1978 : Letta - Letta Mbulu
- 1979 : Gimme Some Neck - Ron Wood
- 1979 : Praying Spirit - Gloster Williams and Master Control
- 1980 : Strikes Twice - Larry Carlton
- 1982 : Baked potato Superlive! - The Greg Mathieson Project
- 1990 : Collection - Larry Carlton
- 2006 : Sumner Sessions - Terry Bradds
- 2007 : Master Hands - Terry Bradds
- 2009 : Touch of Spice - Terry Bradds and Nioshi Jackson